# قطعنامه ۴۶۹ شورای امنیت
قطعنامه ۴۶۹ شورای امنیت سازمان ملل متحد که در تاریخ ۲۰ مه ۱۹۸۰ تصویب شد، سندی بین‌المللی دربارهٔ سرزمین‌های اشغالی توسط اسرائیل است. این قطعنامه طی نشست ۲٬۲۲۳ام با ۱۴ موافق، ۰ مخالف و ۱ ممتنع تصویب شد.